# Dálnice A19 (Německo)
Dálnice A19, německy Bundesautobahn 19 (zkratka BAB 19), zkráceně Autobahn 19 (zkratka A19), je dálnice na východě Německa. Měří 124 km a spojuje Rostock, přístav na pobřeží Baltského moře, s dálnicí A24, jenž pokračuje na Berlínský okruh. Na trase dálnice je tunel Warnow. To je zatím jediné místo v Německu, kde všechna vozidla platí za průjezd mýtné.